# لشکرکشی شرمن به سمت دریا
لشکرکشی شرمن به سمت دریا (انگلیسی: Sherman's March to the Sea) همچنین شناخته با نام دیگر کمپین ساوانا، یک عملیات و اقدام نظامی موفق از ارتش اتحادیه به رهبری ژنرال ویلیام تکامسه شرمن در دوران جنگ داخلی آمریکا بود.